# Лаобянь
Лаобя́нь (кит. упр. 老边, пиньинь Lǎobiān, буквально: «Старая сторона») — район городского подчинения городского округа Инкоу провинции Ляонин (КНР).

## История
В 1950 году Инкоу был разделён на пять районов, и на месте современного района Лаобянь был образован «Район № 5». В 1957 году «Район № 5» был переименован в «Пригородный район». В июле 1984 года Пригородный район был переименован в Лаобянь.

## Административное деление
Район Лаобянь делится на 2 уличных комитета и 3 посёлка.

## Соседние административные единицы
Район Лаобянь на западе выходит к Бохайскому заливу Жёлтого моря, окружая при этом районы Чжаньцянь и Сиши, на севере и востоке граничит с городским уездом Дашицяо, на юго-востоке — с городским уездом Гайчжоу.